# Tephrochlamys
Tephrochlamys är ett släkte av tvåvingar. Tephrochlamys ingår i familjen myllflugor.

## Bildgalleri

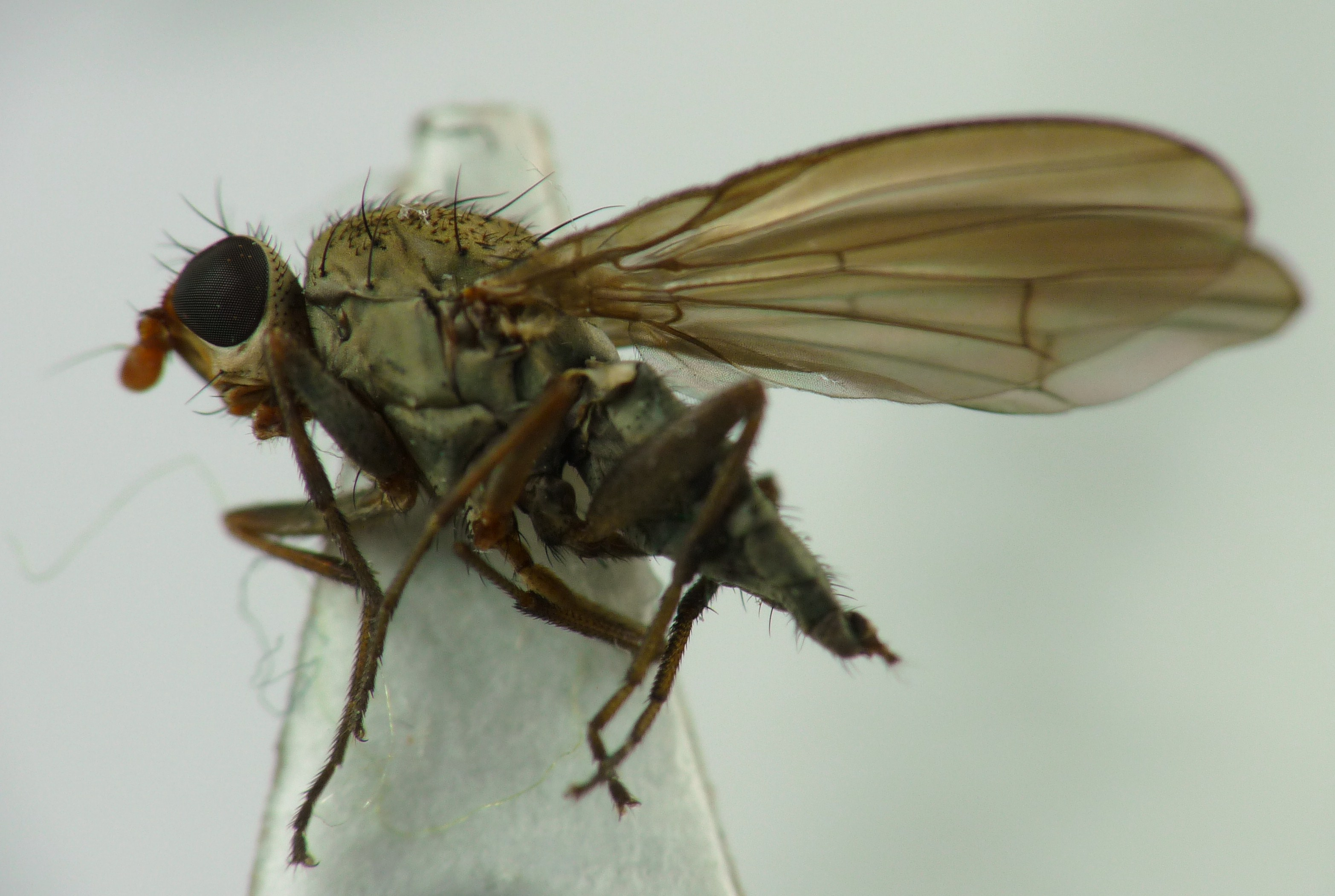
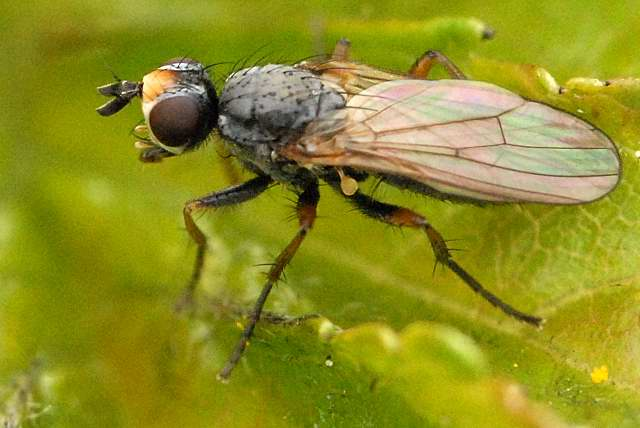
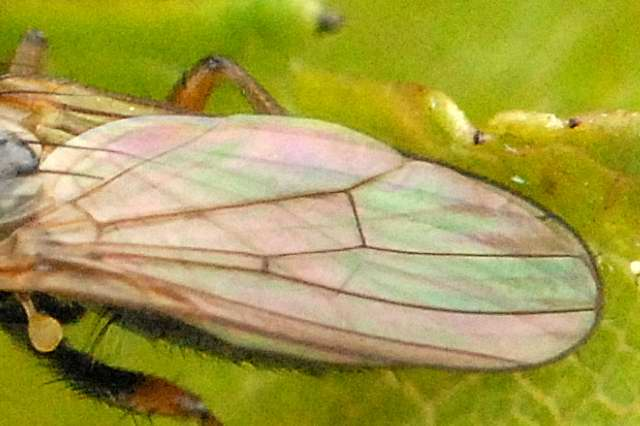

## Dottertaxa tillTephrochlamys, i alfabetisk ordning[1][2]
- Tephrochlamys arcuata
- Tephrochlamys australis
- Tephrochlamys cartereaui
- Tephrochlamys cinerea
- Tephrochlamys cinerella
- Tephrochlamys claripennis
- Tephrochlamys ezoensis
- Tephrochlamys fasciata
- Tephrochlamys fenestrarum
- Tephrochlamys ferruginea
- Tephrochlamys flaveola
- Tephrochlamys flavipes
- Tephrochlamys flavitarsis
- Tephrochlamys fragilis
- Tephrochlamys fungivora
- Tephrochlamys fuscinervis
- Tephrochlamys geniculata
- Tephrochlamys humida
- Tephrochlamys japonica
- Tephrochlamys javanensis
- Tephrochlamys kaltenbachii
- Tephrochlamys laeta
- Tephrochlamys latrinarum
- Tephrochlamys liliorum
- Tephrochlamys lineata
- Tephrochlamys liturara
- Tephrochlamys macrostyla
- Tephrochlamys madagascariensis
- Tephrochlamys mustelina
- Tephrochlamys namibensis
- Tephrochlamys nigricornis
- Tephrochlamys nivalis
- Tephrochlamys peleterii
- Tephrochlamys puerla
- Tephrochlamys romanum
- Tephrochlamys rubetra
- Tephrochlamys rufa
- Tephrochlamys rufiventris
- Tephrochlamys sexnotata
- Tephrochlamys simplex
- Tephrochlamys steniusi
- Tephrochlamys subterranea
- Tephrochlamys suillioidea
- Tephrochlamys tarsalis
- Tephrochlamys violasces